# Eustachy Sapieha
Eustachy Kajetan Sapieha (ur. 2 sierpnia 1881 w Biłce Szlacheckiej pod Lwowem, zm. 20 lutego 1963 w Nairobi) – polski polityk konserwatywny, minister spraw zagranicznych II Rzeczypospolitej, poseł na sejm II RP, książę.

## Życiorys
Był synem Jana Pawła Aleksandra.
W latach 1900–1904 studiował leśnictwo w Zurychu, gdzie uzyskał tytuł inżyniera. W 1909 po ślubie z Teresą Izabelą Lubomirską osiadł w Spuszy na Grodzieńszczyźnie.
W 1916 został prezesem Rady Głównej Opiekuńczej w Warszawie. Został wówczas bliskim współpracownikiem Józefa Piłsudskiego. Był pracownikiem Komitetu Ofiary Narodowej Tymczasowej Rady Stanu. W listopadzie 1917 jako mandatariusz Rady Regencyjnej udał się do Szwajcarii, gdzie bezskutecznie próbował doprowadzić do porozumienia z Komitetem Narodowym Polskim. W listopadzie 1918 stanął na czele Komitetu Obrony Kresów Wschodnich. Był jednym z inicjatorów nieudanego zamachu stanu w nocy z 4 na 5 stycznia 1919 w celu obalenia rządu Jędrzeja Moraczewskiego. Został aresztowany i przebywał w areszcie domowym. Po uwolnieniu sformował własnym sumptem oddział kawalerii, w którym służył jako zwykły ułan. Brał udział w wojnie polsko-bolszewickiej.
16 czerwca 1919 został mianowany posłem Rzeczypospolitej w Wielkiej Brytanii. 4 czerwca 1920 podpisał w imieniu Polski wraz z Erazmem Piltzem traktat w Trianon. 23 czerwca 1920
nowy premier rządu Władysław Grabski powołał go na stanowisko ministra spraw zagranicznych RP. 19 lipca 1920 na pamiętnym posiedzeniu Rady Obrony Państwa optował za pozostawieniem Piłsudskiego na stanowisku Naczelnego Wodza słowami: „Skupmy się przy naczelniku państwa”.
Dzięki Naczelnikowi pozostał na swoim stanowisku w następnym rządzie koalicyjnym Wincentego Witosa. 19 lutego 1921 doprowadził do podpisania przymierza Rzeczypospolitej z Francją, a 3 marca z Rumunią.
Był przedstawicielem Polski na rokowania z Litwą w Brukseli 6 maja 1921. Przedstawił tam Litwinom projekt Piłsudskiego stworzenia Litwy kantonalnej na wzór szwajcarski, pozostającej w ścisłej unii państwowej z Polską. Wobec fiaska jego polityki wobec Górnego Śląska i zmasowanego ataku Narodowej Demokracji 20 maja 1921 podał się do dymisji.
W latach 1928–1929 był posłem na Sejm z listy BBWR. W 1930 napisał traktat „Konstytucja racji stanu”.
Był jednym z najaktywniejszych zwolenników zbliżenia Piłsudskiego ze środowiskiem ziemiaństwa kresowego („Żubry Kresowe”; Zamek w Nieświeżu).

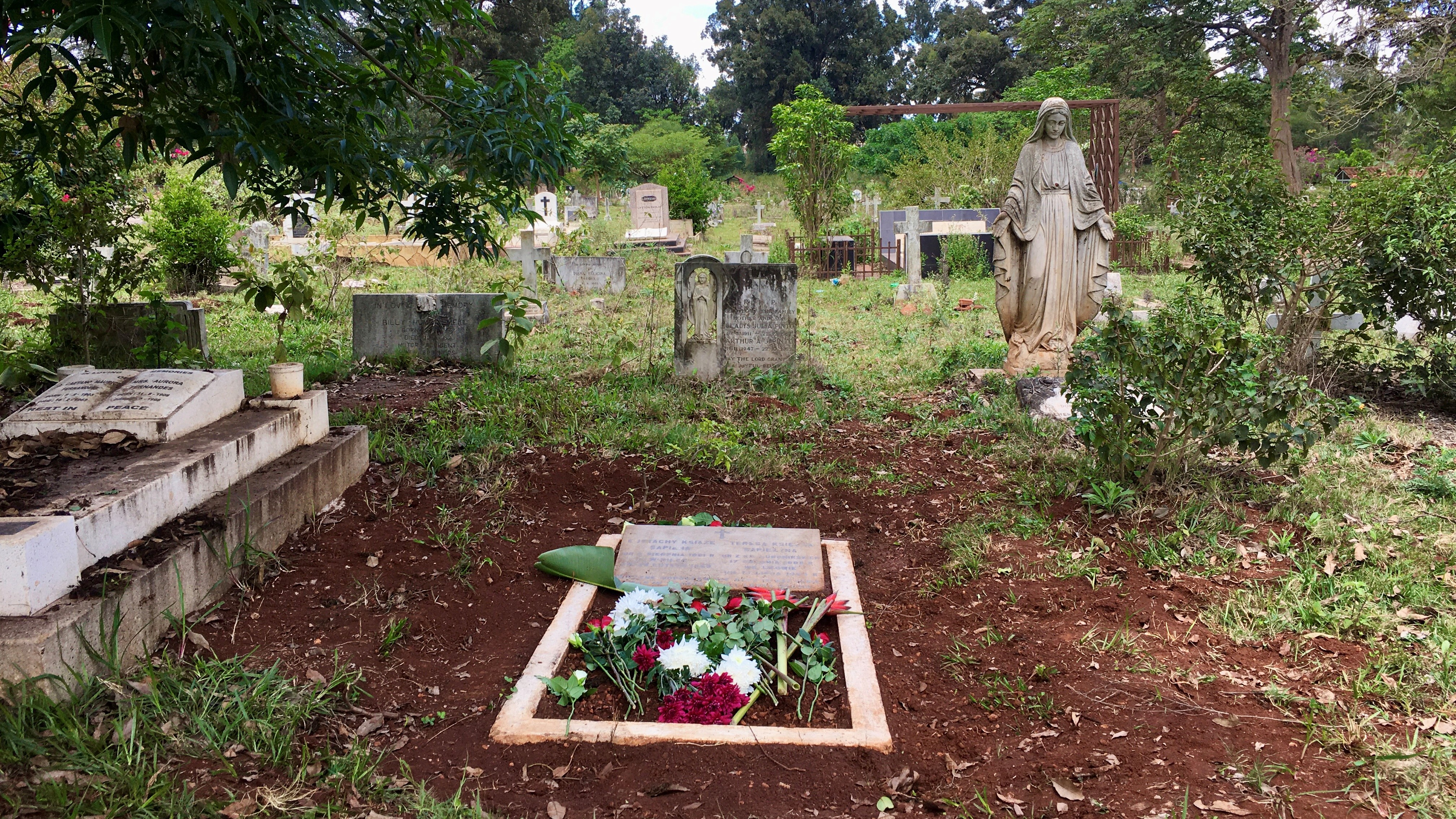
Grób Eustachego Sapiehy w Nairobi

Był prekursorem idei zjednoczonej Europy oraz orędownikiem porozumienia niemiecko-polsko-francuskiego przeciwko Rosji. Wyraz dał temu m.in. w programowym wystąpieniu „Międzynarodowa sytuacja państwa polskiego” opublikowanym w dwóch częściach na łamach dziennika „Słowo” 1-2 września 1933 roku, w którym określił, że nawet największe mocarstwa świata, nie mogą prowadzić zupełnie samodzielnej polityki zagranicznej i muszą zawierać pewne kompromisy i sojusze, a co dopiero Polska jako mocarstwo drugiego rzędu i państwo ekonomicznie niesamowystarczalne. Jednocześnie, ze względu na obniżenie statusu Europy (odróżniał Europę kontynentalną od Imperium Brytyjskiego) związane z I wojną światową oraz kryzysem gospodarczym, Europa potrzebuje pozyskać dla siebie zaplecze na wschodzie, gdzie mogłaby odbudować swoje bogactwo i znowu podnieść stopę życiową swojej ludności. Formułował tezę, że interes Europy jest interesem Polski. Argumentował, że o ile pod względem przemysłowym oraz stopy życiowej Polska jest znacznie niżej niż zachodnia Europa, a także mierzy się ze zjawiskiem emigracji, to jednak jest to chwilowe opóźnienie w rozwoju gospodarczym i celem musi być podniesienie polskiego poziomu życia do europejskiego. Oprócz względów ekonomicznych także cywilizacyjnie Polska należy do Zachodu, co prowadziło go do poglądu, że polityka polska musi być polityką solidarności europejskiej.
W realiach pierwszej połowy lat 30. XX wieku dostrzegał, że solidarna polityka europejska jeszcze nie istnieje, ale w jego opinii musi zaistnieć w przyszłości ponieważ alternatywą jest zwasalizowanie Europy przez Rosję Sowiecką. Dla Polski formułował zadanie bycia forpocztą rozszerzającej się na wschód Europy. Wierzył, że rozszerzenie odbędzie się nie w formie wojennej, a ekonomicznej oraz ideowej i zakończy się wchłonięciem europejskiej i azjatyckiej Rosji w orbitę gospodarczą Europy. Polska tak samo jak Europa zachodnia potrzebuje rynków zbytu ochronionych od konkurencji. Polska jednocześnie powinna łączyć się z Zachodem i unikać wszystkiego, co od niego oddala. Podsumowywał, że dążeniem polityki polskiej powinno być wytworzenie porozumienia francusko-niemiecko-polskiego, które to porozumienie stałoby się osią pokojowych stosunków Europy i około którego mogłyby później zgrupować się inne państwa europejskie. Był krytykiem Paktu czterech z powodu odseparowania Polski od Europy Zachodniej. Był jednocześnie krytyczny wobec umów z Rosją Sowiecką: polsko-sowieckiego paktu o nieagresji z 1932 roku oraz londyńskiej konwencji o określeniu napaści z 1933 roku. Jednocześnie uważał, że dotychczasową politykę antypolską Niemcy mogą w przyszłości zastąpić korzystniejszą dla Polski polityką ekspansji na południe (Anschluss Austrii), co zwiększy znaczenie Polski, gdyż otoczona przez Niemcy Czechosłowacja będzie szukała w Polsce sojusznika.
22 września 1939, po najeździe sowieckim na Polskę został aresztowany przez Sowietów w swoim majątku pod Grodnem. Był więziony w Moskwie na Łubiance. Sąd moskiewski skazał go na karę śmierci za działalność przeciw ZSRR. Karę śmierci zamieniono na 10 lat obozu koncentracyjnego w Gułagu. Zwolniony w konsekwencji układu Sikorski-Majski w 1941, ewakuowany z ZSRR do Teheranu, następnie wyjechał do Nairobi w brytyjskiej Kolonii Kenii. W czasie II wojny światowej był pełnomocnikiem Polskiego Czerwonego Krzyża na Afrykę Wschodnią. Zmarł w Nairobi 20 lutego 1963. Został pochowany na cmentarzu Langata. 9 sierpnia 2023 r. odbył się ponowny pogrzeb Sapiehy. Jego doczesne szczątki zostały ekshumowane i przetransportowane do Polski, a następnie pochowane w kaplicy św. Judy Tadeusza kościoła w Boćkach.

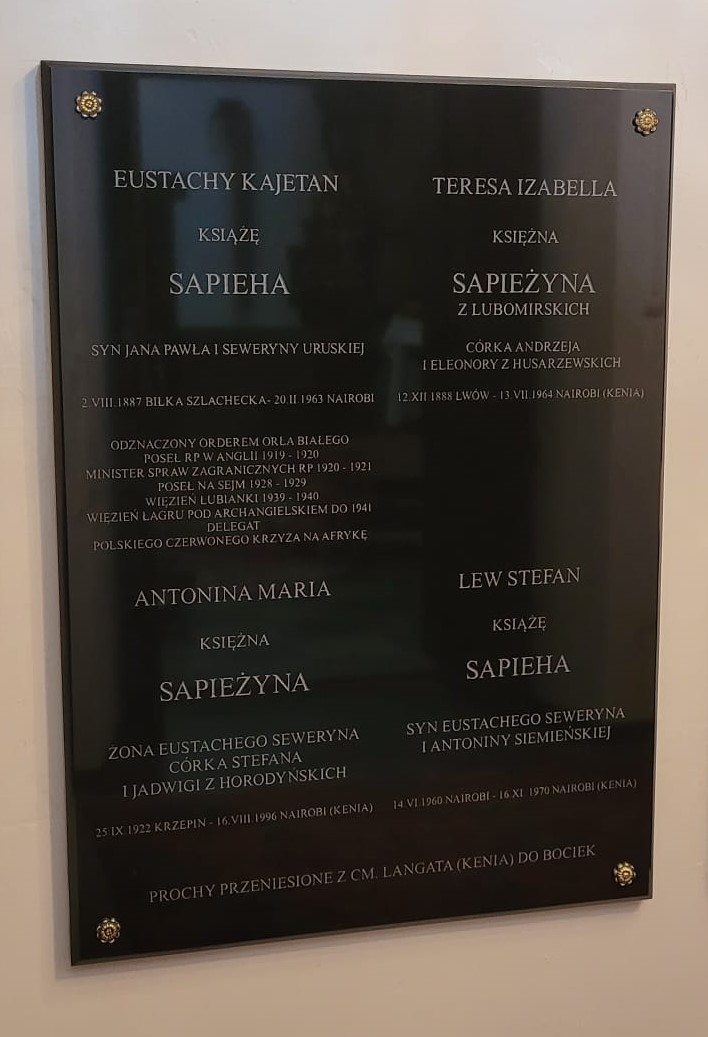
Tablica Eustachego Kajetana Sapiehy w kościele w Boćkach

## Życie prywatne
Był ojcem Jana Andrzeja, Lwa Jerzego, Eustachego Seweryna i Elżbiety.

## Odznaczenia
W 1955 i 1959 był wyznaczany przez Augusta Zaleskiego na następcę prezydenta RP. Postanowieniem z 7 sierpnia 1959 r. został przez prezydenta RP Augusta Zaleskiego odznaczony Orderem Orła Białego. Był też m.in. kawalerem Krzyża Wielkiego Orderu Narodowego Legii Honorowej i Orderu Gwiazdy Rumunii.

## Upamiętnienie

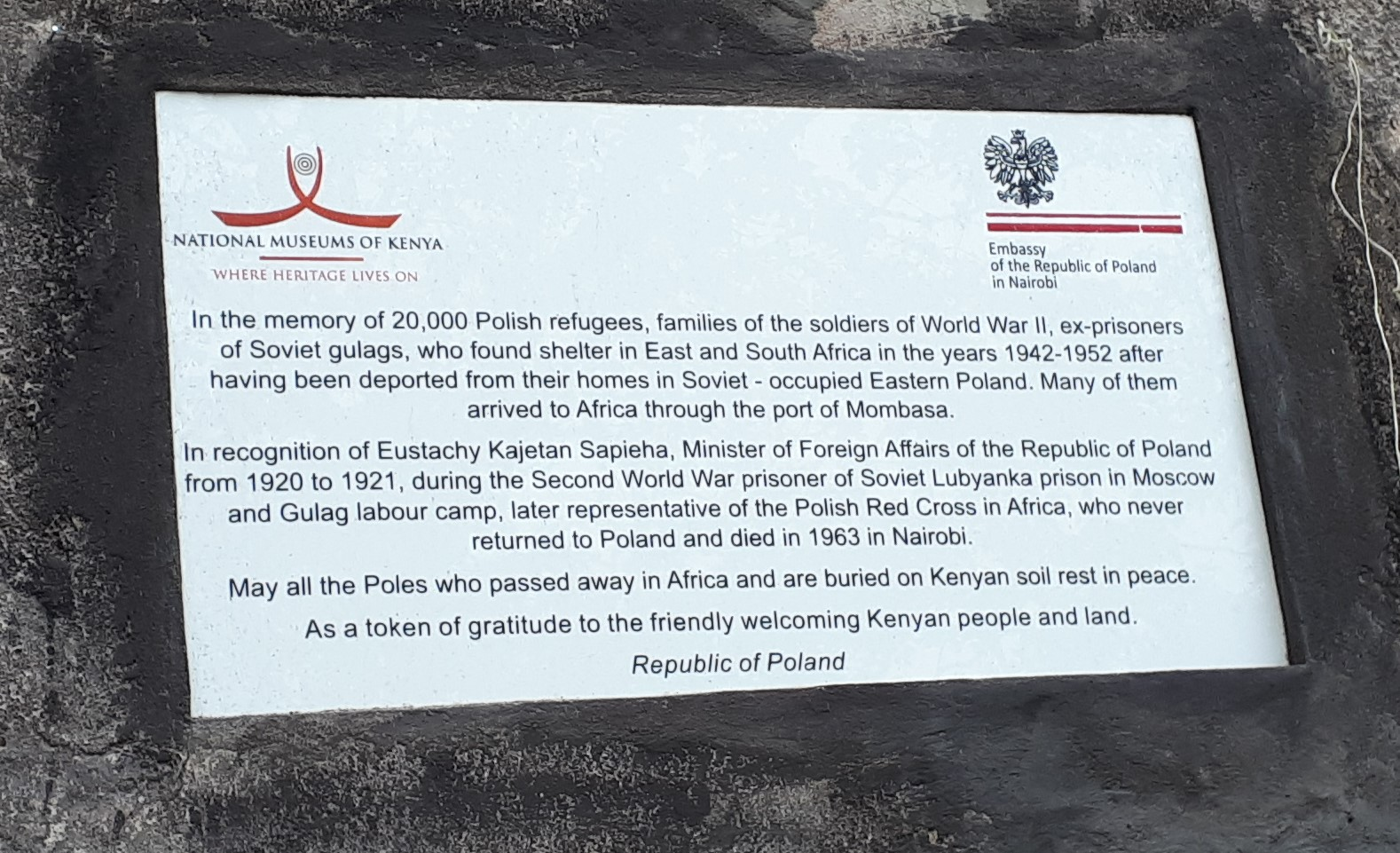
Tablica upamiętniająca Eustachego Sapiehę w Fort Jesus w Mombasie

16 listopada 2022 r. w Fort Jesus w Mombasie odsłonięto tablicę upamiętniającą Eustachego Sapiehę oraz przybycie polskich uchodźców do Afryki w 1942.